# Eberhard Weise
Eberhard Weise (Lauta, RDA, 3 de agosto de 1953) es un deportista de la RDA que compitió en bobsleigh en la modalidad cuádruple. 
Participó en los Juegos Olímpicos de Sarajevo 1984, obteniendo una medalla de plata en la prueba cuádruple (junto con Bernhard Lehmann, Bogdan Musiol e Ingo Voge).
Ganó una medalla de plata en el Campeonato Mundial de Bobsleigh de 1982 y dos medallas en el Campeonato Europeo de Bobsleigh, plata en 1983 y bronce en 1981.

## Palmarés internacional
| Juegos Olímpicos   | Juegos Olímpicos      | Juegos Olímpicos  | Juegos Olímpicos |
| Año                | Lugar                 | Medalla           | Prueba           |
| ------------------ | --------------------- | ----------------- | ---------------- |
| 1984               | Sarajevo (Yugoslavia) | Medalla de plata  | Cuádruple        |
| Campeonato Mundial |                       |                   |                  |
| Año                | Lugar                 | Medalla           | Prueba           |
| 1982               | Sankt Moritz (Suiza)  | Medalla de plata  | Cuádruple        |
| Campeonato Europeo |                       |                   |                  |
| Año                | Lugar                 | Medalla           | Prueba           |
| 1981               | Igls (Austria)        | Medalla de bronce | Cuádruple        |
| 1983               | Sarajevo (Yugoslavia) | Medalla de plata  | Cuádruple        |